# Кирієнко Микола Маркович
Киріє́нко Мико́ла Ма́ркович (нар. 17 серпня 1922, Матвіївка, Сосницький район, Чернігівська область, Українська РСР — пом. 23 грудня 2010, Київ, Україна) — радянський і український науковець-економіст, педагог, ветеран німецько-радянської війни. Професор, доктор економічних наук, дипломатичний працівник.

## Життєпис
Народився 17 серпня 1922 року в селі Матвіївка Сосницького району Чернігівської області в сім'ї козака Марка Харитоновича Кирієнка.
У 1939 році вступив на історичний факультет Дніпропетровського університету, який завершив вже після німецько-радянської війни, у якій брав участь. У 1941—1945 роках — курсант, командир взводу і командир артилерійської батареї. Воював на Карельському і Прибалтійському фронтах. Після демобілізації 1948 року закінчив Дніпропетровський університет, згодом, у 1951 — аспірантуру на кафедрі політичної економії.
Протягом 1952—1954 років навчався в Московській вищій дипломатичній школі. У 1951—1952 роках — завідувач кафедри політекономії Дніпропетровського медичного інституту.
У 1954—1955 роках — на дипломатичній роботі в посольстві СРСР у Румунії.
Протягом 1955—1957 років — старший викладач політекономії Дніпропетровського медичного інституту, у 1957—1960 — старший викладач, доцент кафедри політекономії будівельного інституту міста Дніпропетровська, у 1960—1967 — доцент кафедри політекономії Вінницького педагогічного інституту.
У 1967—1972 роках завідував кафедрою загальноекономічних дисциплін Київського торговельно-економічного інституту (нині — Київський національний торговельно-економічний університет), з 1969 року — професор.
У 1975—1977 роках — професор кафедри світової економіки і міжнародних відносин Дипломатичної академії Міністерства зовнішніх справ СРСР у Москві. У 1977—1990 — професор кафедри політекономії природознавчого факультету Київського університету. Від 1995 року — у Військово-гуманітарному інституті Національної академії оборони України. У 1999—2000 — начальник науково-дослідницького відділу.
Помер 23 грудня 2010 року в Києві.

## Науковий доробок
Автор понад 100 науково-методичних публікацій. Досліджував дію та механізми застосування економічних законів, роль і значення матеріальної зацікавленості у процесах виробництва, розподілу, обміну та споживання.

### Вибрані праці
- Матеріальна зацікавленість і розвиток колгоспного виробництва (Київ, 1971);
- Закон попиту і пропозиції і його планомірне використання (Київ, «Економіка Радянської України» (№ 6), 1975);
- Экономический потенциал страны Советов (у співавторстві, Київ, 1982);
- Розвиток змісту і вдосконалення форм використання економічних законів (у співавторстві, Київ, 1987);
- Економічні проблеми будівництва Збройних сил України на сучасному етапі (у співавторстві, Київ, 1999).

## Нагороди
- Орден Червоної Зірки (10 лютого 1945[4]);
- Медаль «За перемогу над Німеччиною у Великій Вітчизняній війні 1941—1945 років» (9 травня 1945[4]);
- Орден Вітчизняної війни II ступеня (6 квітня 1985[5]).